# Jégkorszak – Húsvéti küldetés
A Jégkorszak – Húsvéti küldetés (eredeti címén Ice Age: The Great Egg-Scapade) amerikai televíziós 3D-s számítógépes animációs film, amely a Blue Sky Studios és a 20th Century Fox rövidfilmje,  2016-ban mutatták be a tévében.

## Cselekmény
Ethel, a madármama egy rövid időre rábízza Sid-re a tojásai őrzését. Mindez pedig annyira beválik, hogy Sid rövidesen újabb és újabb megbízásokat kap, majd belendül számára a tojáskeltető biznisz. Ám rosszakarókból mindig akad, így amikor a húsvéti tojásoknak sorra lába kél, Manny és Diego azonnal a barátjuk segítségére sietnek...

## Szereplők
| Szereplő | Eredeti hang        | Magyar hang          |
| -------- | ------------------- | -------------------- |
| Manfréd  | Ray Romano          | Szabó Sipos Barnabás |
| Sid      | John Leguizamo      | Geszti Péter         |
| Diego    | Denis Leary         | Berzsenyi Zoltán     |
| Motkány  | Chris Wedge         |                      |
| Ellie    | Queen Latifah       | Bognár Gyöngyvér     |
| Ropsz    | Seann William Scott | Gáspár András        |
| Eddie    | Josh Peck           | Molnár Levente       |
| Nyissz   | Seth Green          | Seszták Szabolcs     |
| Ethel    | Taraji P. Henson    | ?                    |